# 里米吉姆斯 (亞利桑那州)
里米吉姆斯（英語：Rimmy Jims）是位於美國亞利桑那州可可尼諾縣的一個非建制地區。該地的面積和人口皆未知。

## 地理
里米吉姆斯的座標為35°06′36″N 111°01′52″W / 35.11000°N 111.03111°W，而該地的平均海拔高度為1639米（即5337英尺）。